# لواء قصبة عمان
لواء قصبة عمان، أحد ألوية محافظة العاصمة الأردنية ومركزه العبدلي ويشمل مناطق أمانة عمان الكبرى التالية :
1. منطقة العبدلي
2. منطقة راس العين
3. منطقة المدينة
4. منطقة زهران
5. منطقة اليرموك
6. منطقة بدر